# Philipp Marx
Philipp Marx, né le 3 février 1982 à Biedenkopf, est un joueur de tennis allemand, professionnel entre 2002 et 2016.

## Carrière
Spécialiste du double depuis 2009, Philipp Marx a atteint deux finales sur le circuit ATP et est arrivé en quarts de finale du tournoi de Wimbledon 2011 avec James Cerretani.
Son palmarès compte deux titres en simple en tournois Futures à Montego Bay en 2002 et à Oberentfelden en 2006. En double, il s'est adjugé 16 tournois Challenger entre 2006 et 2014.
Il exerce depuis l'arrêt de sa carrière comme professeur de tennis au FTC 1914 de Francfort-sur-le-Main.

## Palmarès

### Titre en double messieurs
Aucun

### Finales en double messieurs
| No | Date       | Nom et lieu du tournoi                          | Catégorie | Surface    | Vainqueurs                    | Partenaire      | Score            |          |
| -- | ---------- | ----------------------------------------------- | --------- | ---------- | ----------------------------- | --------------- | ---------------- | -------- |
| 1  | 22/02/2010 | International Tennis Championships Delray Beach | ATP 250   | Dur (ext.) | Bob Bryan Mike Bryan          | Igor Zelenay    | 6-3, 7-63        | Parcours |
| 2  | 03/02/2014 | PBZ Zagreb Indoors Zagreb                       | ATP 250   | Dur (int.) | Jean-Julien Rojer Horia Tecău | Michal Mertiňák | 3-6, 6-4, [10-2] | Parcours |

## Parcours dans les tournois duGrand Chelem

### En double
| Année | Open d'Australie            | Open d'Australie             | Internationaux de France     | Internationaux de France     | Wimbledon                   | Wimbledon                    | US Open                     | US Open                     |
| ----- | --------------------------- | ---------------------------- | ---------------------------- | ---------------------------- | --------------------------- | ---------------------------- | --------------------------- | --------------------------- |
| 2009  | —                           | —                            | —                            | —                            | 2e tour (1/16) R. Junaid    | P. Amritraj A.-U.-H. Qureshi | —                           | —                           |
| 2010  | 1/8 de finale I. Zelenay    | D. Nestor N. Zimonjić        | 1er tour (1/32) I. Zelenay   | Y. Allegro A. Beck           | 2e tour (1/16) I. Zelenay   | R. Bopanna A.-U.-H. Qureshi  | 2e tour (1/16) I. Zelenay   | S. Aspelin P. Hanley        |
| 2011  | 2e tour (1/16) S. González  | M. Mirnyi D. Nestor          | 2e tour (1/16) C. Fleming    | J. S. Cabal E. Schwank       | 1/4 de finale J. Cerretani  | M. Llodra N. Zimonjić        | 2e tour (1/16) J. Cerretani | R. Bopanna A.-U.-H. Qureshi |
| 2012  | 2e tour (1/16) A. Shamasdin | A.-U.-H. Qureshi J.-J. Rojer | 1er tour (1/32) J. Brunström | J. Erlich A. Ram             | 2e tour (1/16) J. Brunström | D. Marrero A. Seppi          | —                           | —                           |
| 2013  | —                           | —                            | 2e tour (1/16) F. Mergea     | F. López A. Sá               | 1er tour (1/32) F. Mergea   | P. Hanley J.-P. Smith        | —                           | —                           |
| 2014  | —                           | —                            | 1er tour (1/32) J. Levinský  | R. Bautista-Agut I. Sijsling | —                           | —                            | 1er tour (1/32) M. Elgin    | R. Haase I. Sijsling        |

N.B. : le nom du ou de la partenaire se trouve sous le résultat ; le nom des ultimes adversaires se trouve à droite.

### En double mixte
| Année | Open d'Australie | Open d'Australie | Internationaux de France | Internationaux de France | Wimbledon                   | Wimbledon                 | US Open | US Open |
| ----- | ---------------- | ---------------- | ------------------------ | ------------------------ | --------------------------- | ------------------------- | ------- | ------- |
| 2010  | -                | -                | -                        | -                        | 1er tour (1/32) A. Petkovic | Y. Shvedova Julian Knowle | -       | -       |

N.B. : le nom de la partenaire se trouve sous le résultat ; le nom des ultimes adversaires se trouve à droite.